# Патрулювання повітряного простору над Ісландією
Місія Патрулювання повітряного простору над Ісландією — це операція НАТО, метою якої є контроль повітряного простору Ісландії. Оскільки сама Ісландія не має власних повітряних сил, в 2006 році вона попросила своїх союзників по НАТО періодично направляти винищувачі на авіабазу Кефлавік з метою забезпечити захист повітряного простору цієї країни. Перше відрядження літаків відбулося в травні 2008 року.

## Історія
Ісландія не має власних повітряних сил. Тому країна залишилась без засобів патрулювання свого повітряного простору після того як у вересні 2006 року Військово-повітряні сили США припинили відряджати свої винищувачі на авіабазу Кефлавік, а військовий підрозділ США «Ісландські Захисні Сили» (англ. Iceland Defense Force) був відкликаний. Після того, як американські військові пішли, літаки 37-ї Повітряної армії ВПС РФ декілька разів порушували повітряний простір Ісландії.
Прем'єр-міністр Ісландії Ґейр Гілмар Гарде під час Ризького саміту у листопаді 2006 року попросив, щоб союзники Ісландії по НАТО взяли на себе відповідальність за захист ісландського повітряного простору. Північноатлантична рада погодилася задовольнити це прохання на своїй зустрічі в липні 2007 року. Інші країни — члени НАТО, які не мають змоги патрулювати власний повітряний простір, вживають подібних заходів. У березні 2008 року пан Гарде заперечував, що патрулювання повітряного простору запитано через російські літаки, та стверджував, що це буде «загальна операція з патрулювання. До речі, ми вважаємо Росію другом».
Станом на січень 2013 року, НАТО змінило статус своїх відряджень до Ісландії на місію під назвою «Можливості для повітряного спостереження та перехвату з метою задоволення потреб Ісландії з готовності у мирний час», та підкреслювало журналістам, що місія в першу чергу фокусується на тренуванні, а не на патрулюванні повітряного простору.

## Відрядження

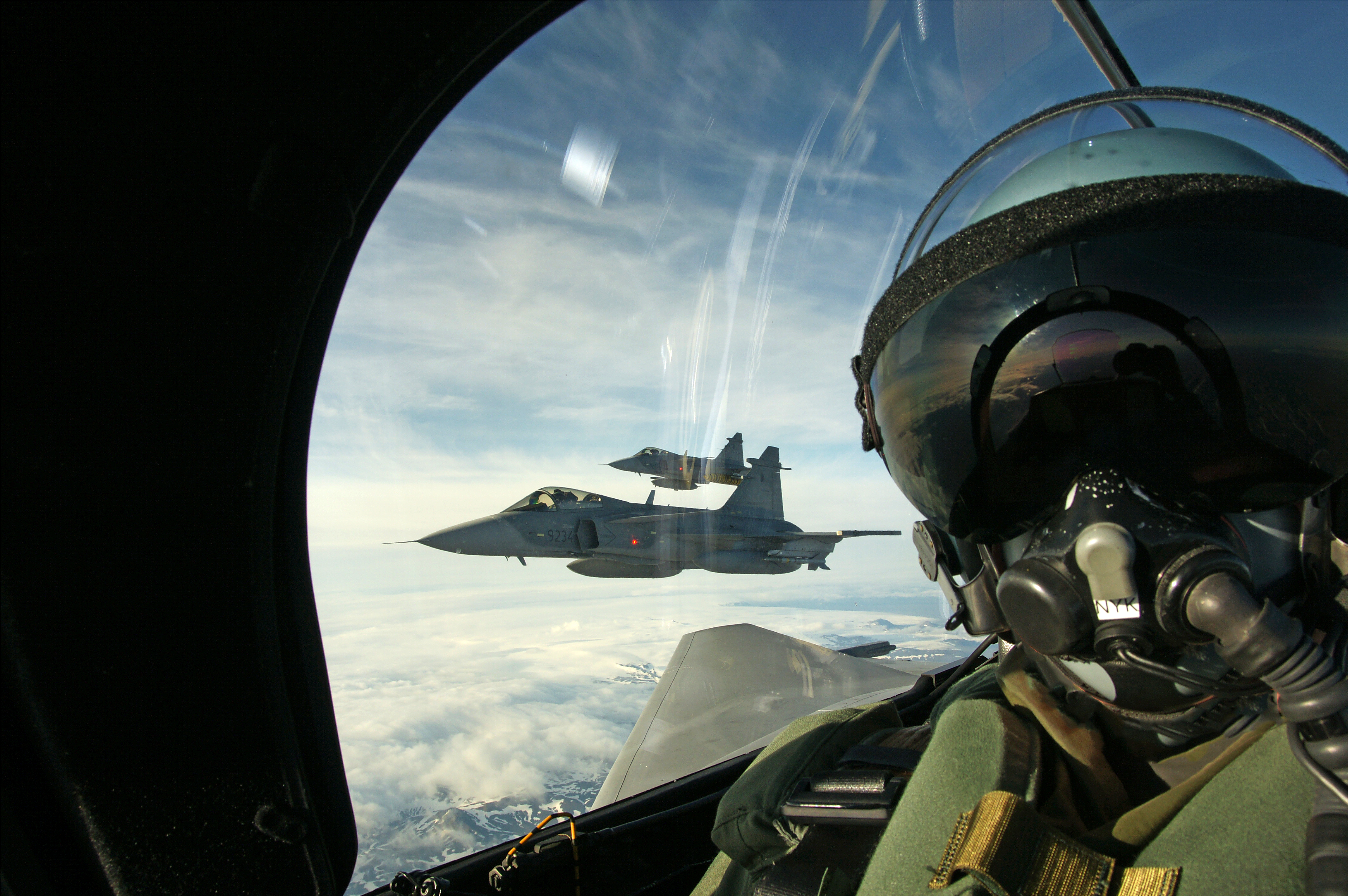
Чеський пілот під час Патрулюванню повітряного простору над Ісландією, JAS 39 Gripen

На відміну від місії «Патрулювання повітряного простору над країнами Балтії», яка передбачає постійну присутність винищувачів країн НАТО на базі в міжнародному аеропорту Шяуляй в Литві, уряд Ісландії не просив НАТО підтримувати свою постійну присутність на базі Кефлавік. Натомість, протягом календарного року відбувається в середньому три відрядження, кожне тривалістю 2—3 тижні.
Станом на червень 2014 року до Ісландії були здійснені наступні відрядження:
| Дати                        | Країна     | Військовий підрозділ                                                           | Літаки                                                                           | Примітки                                                                           |
| --------------------------- | ---------- | ------------------------------------------------------------------------------ | -------------------------------------------------------------------------------- | ---------------------------------------------------------------------------------- |
| 5 травня — 30 червня 2008   | Франція    | 1/2 ескадрилья винищувачів «Лелеки»                                            | 4 x Міраж-2000                                                                   | Було відряджено військовий персонал в кількості 110 людей                          |
| Вересень 2008               | США        | 48-ме винищувальне крило                                                       | ? x F-15 «Орел»                                                                  |                                                                                    |
| Березень 2009               | Данія      | Ескадрильї 727 та 730                                                          | 4 x F-16 «Бойовий Яструб»                                                        |                                                                                    |
| ? 2009                      | Норвегія   | Королівські норвезькі військово-повітряні сили                                 | ?                                                                                |                                                                                    |
| ? 2009                      | США        | Військово-повітряні сили США                                                   | ?                                                                                |                                                                                    |
| 8—29 березня 2010           | Данія      | Ескадрильї 727 та 730                                                          | 4 x F-16 «Бойовий Яструб»                                                        | Це відрядження включало два контролери наземного перехвату зі Збройних сил Естонії |
| 1—25 червня 2010            | Німеччина  | 71-ша ескадрилья винищувачів                                                   | 6 x F-4 Фантом II                                                                |                                                                                    |
| 6—24 вересня 2010           | США        | 493-та експедиційна ескадрилья винищувачів 48-го винищувального крила          | 8 x F-15 «Орел»                                                                  |                                                                                    |
| 28 березня — 30 квітня 2011 | Канада     | 409-та ескадрилья тактичних винищувачів                                        | 5 x CF-18 «Шершень»                                                              |                                                                                    |
| ? 2011                      | Норвегія   | Королівські норвезькі військово-повітряні сили                                 | ?                                                                                |                                                                                    |
| ? 2011                      | США        | Військово-повітряні сили США                                                   | ?                                                                                |                                                                                    |
| 5 березня — 2 квітня 2012   | Німеччина  | 71-ша ескадрилья винищувачів                                                   | 6 x F-4 Фантом II                                                                |                                                                                    |
| 1 травня — 7 червня 2012    | США        | 493-та експедиційна ескадрилья винищувачів                                     | ? X F-15 «Орел» ? X повітряний заправник Boeing KC-135 ? X C-130J Геркулес       |                                                                                    |
| 7 серпня — 20 вересня 2012  | Португалія | 201-ша та 301-ша ескадрильї                                                    | 6 x F-16 «Бойовий Яструб»                                                        | Було відряджено військовий персонал в кількості 70 людей                           |
| 18 березня — 28 квітня 2013 | Канада     | 425-та ескадрилья тактичних винищувачів                                        | 6 x CF-18 «Шершень» 1 x CC-150 Polaris                                           | Було відряджено канадський військовий персонал в кількості 160 людей               |
| 7 червня — 10 липня 2013    | Італія     | Військово-повітряні сили Італії, 4-те, 36-те та 37-ме крило                    | 6 x Єврофайтер Тайфун 2 x повітряний заправник Boeing KC-767 1 x C-130J Геркулес | Було відряджено військовий персонал у кількості до 150 людей                       |
| Листопад 2013               | США        | 493-та експедиційна ескадрилья винищувачів 48-ї повітряної експедиційної групи | 6 x F-15 «Орел» 2 x повітряний заправник Boeing KC-135                           |                                                                                    |
| 27 січня — 21 лютого 2014   | Норвегія   | Королівські норвезькі військово-повітряні сили                                 | 6 x F-16 «Бойовий Яструб»                                                        | Було відряджено військовий персонал у кількості 110 людей                          |
| 16 травня — червень 2014    | США        | 48-ма повітряна експедиційна група                                             | 6 x F-15 «Орел» 1 x повітряний заправник Boeing KC-135                           |                                                                                    |

У жовтні 2012 року уряди Фінляндії та Швеції оголосили, що на прохання Ісландії протягом 2014 року вони приєднаються до патрулювання повітряного простору над Ісландією. Північноатлантична рада схвалила участь цих країн 19 грудня того ж року. Передбачалося, що фінські та шведські сили приєднаються до місії Норвегії у першому кварталі 2014 року.
До винищувачів, які направляються до Ісландії, НАТО надає супровід у складі літака(-ів) дальнього радіолокаційного стеження Боїнг E-3 «Сентрі» для покращення радарної мережі Ісландської системи повітряної оборони та інших супроводжуючих літаків за необхідності.

### Скасовані відрядження
Заплановане на грудень 2008 року відрядження чотирьох винищувачів «Єврофайтер Тайфун» з 3-ї (F) ескадрильї Королівських військово-повітряних сил Великої Британії було скасовано внаслідок дипломатичної суперечки щодо фінансової установи Icesave між Великою Британією та Ісландією. Польща також скасувала заплановане на 2010 рік відрядження до Ісландії своїх винищувачів F-16 з огляду на вплив світової фінансової кризи 2007—2010рр.

### Заплановані відрядження
У квітні 2012 року Міністерство оборони Чехії звернулося до уряду цієї країни з проханням схвалити відрядження чотирьох винищувачів Saab JAS 39 «Грифон» ВПС Чехії до Ісландії наприкінці 2014 року. За умовами цього відрядження, чеські літаки будуть у готовності направитися до Ісландії з вересня по грудень 2014 року, але тривалість їх відрядження до цієї країни не може перевищити три тижні.